# Amy Vanderbilt
Amy Vanderbilt (22. juli 1908 – 27. december 1974) var en amerikansk forfatter og en autoritet på etikette. I 1952 udgav hun sin bedst sælgende bog Amy Vanderbilt's Complete Book of Etiquette. Bogen fik  titlen Amy Vanderbilt's Etiquette ved en opdatering, og den sælges stadig. Den seneste  udgave blev redigeret af Nancy Tuckerman og Nancy Dunnan. Dens langvarige popularitet har gjort den til et standardværk.
Hun var også forfatter og indsamler af madopskrifter trykt i kogebog Amy Vanderbilt's Complete Cook Book, der blev illustreret af Andy Warhol under navnet "Andrew Warhol". Illustrationerne blev udført inden hans første solo-udstilling i New York og er skitser med pen og blæk.

## Liv og karriere
Amy Vanderbilt nedstammer fra Cornelius Vanderbilt. Hun blev født i Staten Island, New York og arbejdede som deltidsjournalist på Staten Island Advance, da hun var 16 og gik på Curtis High School. Hun blev uddannet i Schweiz og på Packer Collegiate Institute i Brooklyn, før hun kom på New York University. Hun arbejdede med reklame og PR og udgav sin berømte bog efter fem års forarbejde. 
Fra 1954 til 1960 var hun vært på fjernsynsprogrammet It's in Good Taste og fra 1960 til 1962 var hun vært på radioprogrammet The Right Thing to Do. Hun arbejdede også som konsulent i takt og tone for forskellige organisationerne som U.S. Department of State.
Fra 1929 til 1932 var hun gift med Robert Brinkerhoff. I 1968 giftede hun sig med Curtis Kellar, en advokat fra Mobil Oil.
Vanderbilt døde d. 27. december 1974 efter flere kraniebrud efter et fald fra et vindue fra 2. sal i hendes hus på 438 East 87th Street i New York. Det er uklart om det var en ulykke (som følge af medicin mod hypertension) eller  selvmord. Hun blev begravet på Cemetery of the Evergreens i Brooklyn i New York.